# Wittenberg (Wisconsin)
Wittenberg ist eine Gemeinde (mit dem Status „Village“) im Shawano County im US-amerikanischen Bundesstaat Wisconsin. Im Jahr 2010 hatte Wittenberg 1081 Einwohner.

## Geografie
Wittenberg liegt im mittleren Nordosten Wisconsins, rund 100 km westlich der Green Bay des Michigansees.
Die geografischen Koordinaten von Wittenberg sind 44°49′38″ nördlicher Breite und 89°10′10″ westlicher Länge. Das Gemeindegebiet erstreckt sich über eine Fläche von 4,64 km² und wird vollständig von der Town of Wittenberg umgeben, ohne dieser anzugehören.
Nachbarorte von Wittenberg sind Mattoon (29,3 km nordnordöstlich), Bowler (19 km ostnordöstlich), Tilleda (23 km östlich), Whitcomb (9 km südöstlich), Tigerton (15,1 km in der gleichen Richtung), Elderon (10,8 km südwestlich), Eland (8,4 km nordwestlich) und Birnamwood (15 km nordnordwestlich).
Die nächstgelegenen größeren Städte sind Green Bay am Michigansee (105 km ostsüdöstlich), Appleton (105 km südöstlich), Wisconsins größte Stadt Milwaukee (249 km südsüdöstlich), Wisconsins Hauptstadt Madison (232 km südlich), Eau Claire (203 km westlich), die Twin Cities in Minnesota (326 km in der gleichen Richtung), Wausau (46,6 km westnordwestlich), Duluth am Oberen See in Minnesota (407 km nordwestlich) und Sault Ste. Marie in der kanadischen Provinz Ontario (518 km nordöstlich, gegenüber von Sault Ste. Marie, Michigan).

## Verkehr
Der östliche Abschnitt der vierspurig ausgebauten nördlichen Umgehungsstraße wird von den auf einer gemeinsamen Strecke verlaufenden U.S. Highway 45 und Wisconsin State Highway 29 gebildet. Auf Höhe des Zentrums zweigt der US 45 nach Norden ab, während der WIS 29 weiter vierspurig in westlicher Richtung verläuft. Alle weiteren Straßen sind untergeordnete Landstraßen, teils unbefestigte Fahrwege sowie innerörtliche Verbindungsstraßen.
In Nordwest-Südost-Richtung verläuft der Wiouwash State Trail durch Wittenberg, ein auf der Trasse einer ehemaligen Eisenbahnstrecke verlaufender Rail Trail für Wanderer, Reiter und Radfahrer. Im Winter kann der Wanderweg auch mit Langlaufski und Schneemobilen befahren werden.
Die nächsten Flughäfen sind der Central Wisconsin Airport bei Wausau (48 km westlich), der Outagamie County Regional Airport bei Appleton (96,9 km südöstlich) und der Austin Straubel International Airport von Green Bay (105 km ostsüdöstlich).

## Bevölkerung
Nach der Volkszählung im Jahr 2010 lebten in Wittenberg 1081 Menschen in 427 Haushalten. Die Bevölkerungsdichte betrug 233 Einwohner pro Quadratkilometer. In den 427 Haushalten lebten statistisch je 2,19 Personen. 
Ethnisch betrachtet setzte sich die Bevölkerung zusammen aus 89,3 Prozent Weißen, 3,8 Prozent amerikanischen Ureinwohnern, 0,2 Prozent Asiaten sowie 5,1 Prozent aus anderen ethnischen Gruppen; 1,7 Prozent stammten von zwei oder mehr Ethnien ab. Unabhängig von der ethnischen Zugehörigkeit waren 7,1 Prozent der Bevölkerung spanischer oder lateinamerikanischer Abstammung. 
22,7 Prozent der Bevölkerung waren unter 18 Jahre alt, 51,7 Prozent waren zwischen 18 und 64 und 25,6 Prozent waren 65 Jahre oder älter. 53,4 Prozent der Bevölkerung waren weiblich.
Das mittlere jährliche Einkommen eines Haushalts lag bei 35.100 USD. Das Pro-Kopf-Einkommen betrug 17.247 USD. 22,8 Prozent der Einwohner lebten unterhalb der Armutsgrenze.